# Charles Kean

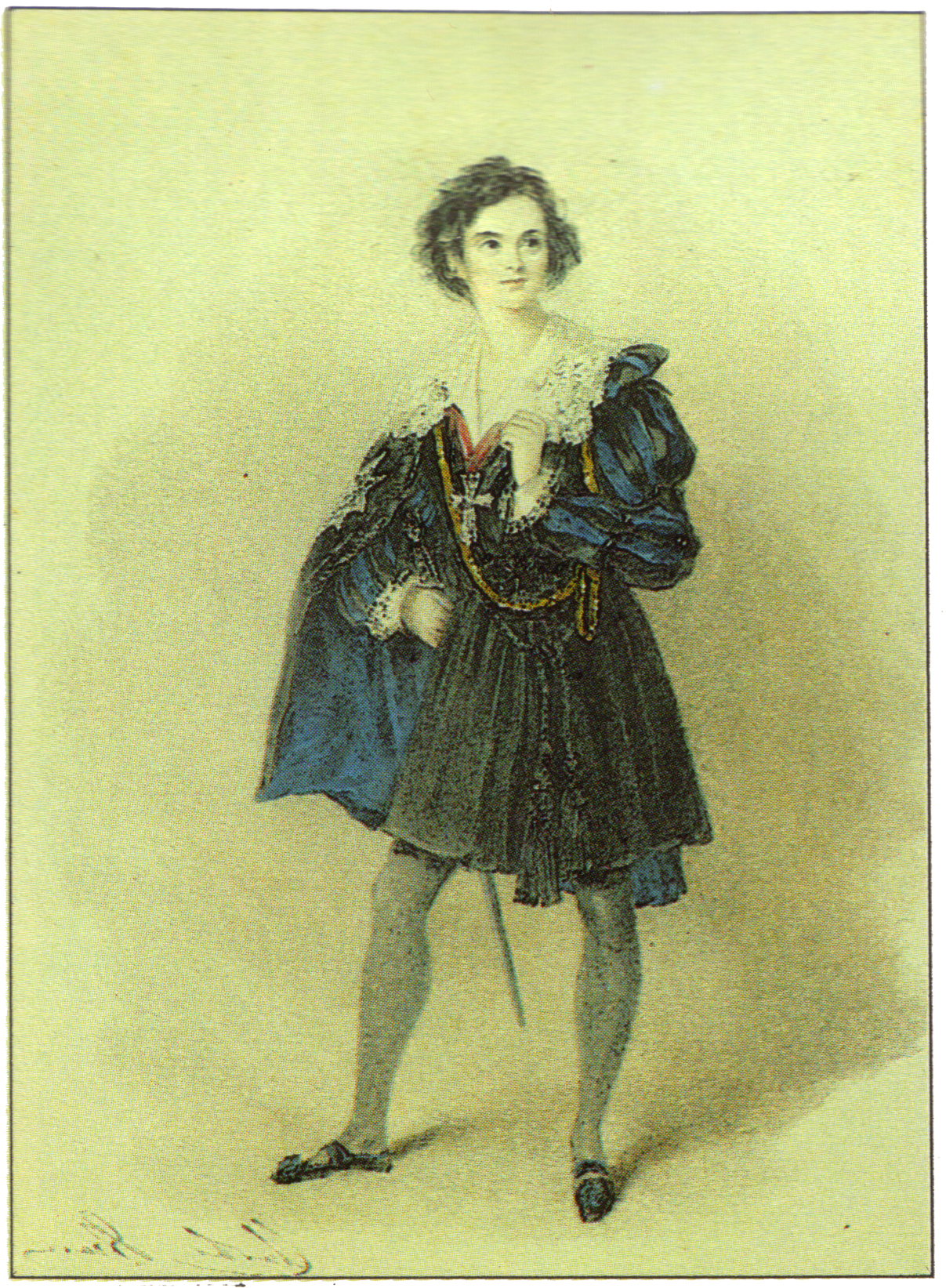
Charles Kean como Hamlet en 1838

Charles John Kean (Waterford, Irlanda 18 de enero de 1811 – Londres, Gran Bretaña, 22 de enero de 1868) fue un actor británico, hijo también del actor Edmund Kean.
Cursó estudios en Worplesdon y Greenford (cerda del Municipio de Harrow , Londres). Fue enviado a Eton College, donde permaneció tres años. En 1827 le ofrecieron entrar como cadete en la East India Company, puesto que estaba dispuesto a aceptar si su padre se conformaba con la renta de 400 libras que le ofrecían. Su padre no aceptó y Charles decidió convertirse en actor.
Hizo su primera aparición en el Drury Lane el 1 de octubre de 1827 como Norval en la obra de John Home: Douglas. Debido a que no alcanzó cierta popularidad, decidió salir de Londres en la primavera de 1828 para actuar en provincias. En Glasgow, el 1 de octubre ese año, padre e hijo actuaron juntos en la obra de Arnold Payne: Brutus. El padre como Bruto, y Charles como Tito.
Tras una visita a los Estados Unidos en 1830, donde fue recibido favorablemente, apareció en 1833 en Covent Garden como Sir Edmund Mortimer en la obra de George Colman: El cofre de hierro. La obra no tuvo tanto éxito como para animarle a permanecer en Londres, debido a que ya se había ganado una importante reputación en provincias. Sin embargo, en enero de 1838 regresó a Drury Lane y actuó en la obra de Shakespeare Hamlet con tal éxito que alcanzó gran reputación como unos de los principales dramaturgos de su época.
Se casó con la actriz Ellen Tree (1805-1880) el 25 de enero de 1842 y efectuó una segunda visita a Estados Unidos desde 1845 hasta 1847.
Al regresar a Inglaterra en 1850, se hizo cargo del Princess's Theatre junto a Robert Keeley. La característica más notable de su gestión fue una serie de magníficas representaciones de obras de Shakespeare que tenían como objetivo la autenticidad.
En 1863 emprendió una gira a través del mundo, de la que regresó en 1866 con la salud quebrantada, muriendo en Londres el 22 de enero de 1868 en la edad de 57 años. Fue enterrado en Horndean, Hampshir.